# ビューティフル・ヨコハマ
「ビューティフル・ヨコハマ」は、1970年11月10日に日本コロムビアから発売された平山三紀のデビュー・シングル。

## 概要
デビュー前の平山は、橋本淳と筒美京平がホテルニュージャパン内に構えていた宝島音楽事務所へ、歌のレッスンに通っていたが、そこで初めてのオリジナル曲『ビューティフル・ヨコハマ』と『さよならのブルース』を渡される。筒美は当初、バラードである『さよならのブルース』をA面に考えていたが、話し合った結果、2年前に発表されたいしだあゆみの『ブルー・ライト・ヨコハマ』の続編的な路線を意識し作られた『ビューティフル・ヨコハマ』を、A面曲に決定。『さよならのブルース』はB面曲として発売される。
レコードジャケットの写真は、山下公園で撮影されたものである。また『ビューティフル・ヨコハマ』の二番の歌詞に出てくる人名「ハルオ」は橋本の息子（音楽プロデューサーの与田春生）の名前、「ゼンタ」は筒美の息子の名前である。
プロモーションの一環として日本コロムビアでは、街頭で通勤・通学中の人に本作のレコードジャケット120万枚を配布するキャンペーンを展開した。
CBS・ソニー移籍後の1975年にリリースしたベスト・アルバム『ヒット全曲集』には、新たに編曲された『ビューティフル・ヨコハマ』が収録されており、横山剣、近田春夫など音楽家が、CBS・ソニー盤の本作をフェイバリット・ソングとして挙げている。

## 収録曲
全作詞：橋本淳／作曲・編曲：筒美京平
1. ビューティフル・ヨコハマ（3：23）
2. さよならのブルース（3：22）

## 収録アルバム
- ビューティフル・アルバム（1，2）
- 希望の旅（1）
- 恋のダウンタウン 平山三紀 ベスト・オリジナル（1）

他多数

## カバー
ビューティフル・ヨコハマ
- 秋山絵美（1988年） - シングル『ビューティフル・ヨコハマ』収録。改詞カバー。
- IN THE GROOVE（1997年） - シングル『HISTORY 〜KYOHEI TSUTSUMI 10 MILLION HITS MEDLEY〜』収録。
- 渚ようこ（2002年） - アルバム『YOKO ELEGANCE〜渚ようこの華麗なる世界〜』収録。
- MAYA（2009年） - 配信シングル『Beautiful Yokohama』にて配信。
- ジェニファー（2014年） - アルバム『COVER 60's-70's』収録。

さよならのブルース
- 麻丘めぐみ（1972年） - アルバム『さわやか』収録。
- 小林麻美（1973年） - アルバム『落葉のメロディー』収録。